# Nikolay Diulgheroff
Nikolay Diulgheroff (en búlgaro: Николай Дюлгеров, Nikolay Dyulgerov; 20 de diciembre de 1901–9 de junio de 1982) fue un diseñador, arquitecto y artista búlgaro, que trabajó principalmente en Italia y que se distinguió como miembro del Futurismo italiano del período de entreguerras (il secondo Futurismo).

## Biografía
Diulgheroff nació en Kyustendil, una ciudad del oeste del Principado autónomo de Bulgaria, en el año 1901. Hijo de un impresor, entre 1920 y 1921 estudió en Universidad de Artes Aplicadas (Universität für angewandte Kunst) de Viena, Austria. Al año siguiente, en 1922, estudió en Dresde, Alemania, y en 1923 se matriculó en la Escuela de la Bauhaus de Weimar, donde entabló amistad con el expresionista  suizo Johannes Itten. Durante este etapa de estudios, Diulgheroff tuvo oportunidad de exponer sus obras tanto en Berlín como en Dresde. Además, en 1924, el Museo Nacional de Sofía (Bulgaria) organizó una exposición dedicada a él y a sus obras.
En 1926, Diulgheroff se instaló en Turín, Italia, para estudiar arquitectura en la Academia Albertina de Bellas Artes, de la que se graduó en 1932. Aunque traía consigo las tendencias del Constructivismo de Europa Central, pronto empezó a relacionarse con figuras prominentes del Futurismo italiano, como por ejemplo Fillìa, y así fue como adoptó este estilo.
Diulgheroff creó sus obras más notables en la década de 1920 y 1930, y algunas de ellas se exponen en la actualidad en la Galería Nacional de Arte Moderno de Roma. Sin embargo, antes de que quedaran definitivamente expuestas en dicho museo, se habían podido contemplar previamente en más de cuarenta galerías de arte de toda Europa, como por ejemplo en Leipzig, París, Florencia, Mantua y Venecia.
El artista también ayudó a Filippo Tommaso Marinetti y a Fillia a crear la denominada cocina futurista. En efecto, Diulgheroff colaboró en la redacción del Manifiesto de Cocina Futurista (1930), creó el plato denominado pollofiat y diseñó parte del interior de la Taverna Santopalato, el primer establecimiento de cocina futurista. Asimismo, diseñó varios anuncios de bebidas alcohólicas del Grupo Campari.
Diulgheroff permaneció en activo casi hasta el final de sus días. Murió en el año 1982 en Turín, en la ciudad en la que había pasado la mayor parte de su vida, hasta un total de 56 años y de la que era ciudadano honorario. Durante toda su trayectoria, había ganado varias medallas de oro en galerías de arte de toda Italia (Turín, Florencia, Salsomaggiore) y algunos historiadores del arte, como Enrico Crispolti, lo han calificado como el mayor artista del período de entreguerras.